# Гумілевський Артем Валерійович
Артем Валерійович Гумілевський (нар. 1986, м. Миколаїв) — український фотограф, менеджер. Переможець «Global Peace Photo Award» (2022, Австрія). Головний герой проєкту «Велетень».

## Життєпис
Закінчив Одеську національну академію харчових технологій (спеціальність — інженер), факультет економіки та підприємництва університету «Крок». Працює керівним менеджером сільськогосподарської компанії (від 2003). Був виконувачем обов'язків помічника Миколаївської обласної ради з питань культури, освіти та спорту.
У 2019 році став випускником курсу художньої фотографії школи «MYPH» Сергія Мельниченка. Відтоді займається фотографією.

## Творчість
Роботи зберігаються в Музеї Харківської школи фотографії, а також вони представлені на Miami Art Basel (2022) та Гельсінському фотофестивалі (2022).
Учасник колективних виставок у містах Миколаєві (2019), Києві (2019, 2020, 2021, 2022), Вроцлаві (2019, Польща), Харкові (2021), Кракові (2021, 2022; Польща), Клайпедах (2021, Литва), Гельсінках (2022, Фінляндія), Венеції (2022, Італія), Відні (2022, 2023; Австрія), Кохемі (2022, Німеччина), Ганновері (2022, Німеччина), Торонто (2022, Канада), Регді, Петріті (2022, Велика Британія), Кройцлінгені (2022, Швейцарія), Осло (2023, Норвегія) та онлайн галереї «BAROQUE» (2022).

## Нагороди
- 2021 — фіналіст конкурсу «NIDA OFF» (Ніда, Литва)[2][5];
- 2022 — медаль переможця «Global Peace Photo Award» (Австрія) — за проєкт «Велетень»[9][1][10][2];
- 2022 — номінант «PinchukArtCentre Prize» (Київ)[2][5].